# Guichenotia micrantha
Guichenotia micrantha là một loài thực vật có hoa trong họ Cẩm quỳ. Loài này được (Steetz) Benth. mô tả khoa học đầu tiên năm 1863.